# Кюркброн
Кюркброн (швед. Kyrkbron — «Церковный мост») — мост через реку Умеэльвен в городе Умео, Швеция. Идентификационный номер — AC 1342, длина — 391 м, ширина западной полосы — 11-19 м, восточной — 13-20 м. У моста 11 пролётов, высота вертикального зазора составляет 3,8 м. Среднесуточная интенсивность транспортного потока по состоянию на 2005 год составляла 13000 автомобилей и 1900 велосипедов.
Строительство Кюркброна началось в 1972 году силами компанииAB Vägförbättringar, он был открыт 26 сентября 1975 года, став третьим мостом в Умео через Умеэльвен. Обсуждение о том, может ли мост быть расположен рядом с церковью, продолжалось с начала 1960-х до 1970-х годов. При строительстве было обнаружено неизвестное захоронение (старая часть кладбища), что привело к дальнейшим археологическим раскопкам.
Мост железобетонный балочный. На самом деле он фактически представляет собой два отдельных моста, каждый с собственной полосой движения и съездами, расположенными по реке на северной стороне. Целью строительства Кюркброна было снижение загрузки моста Тегсброн. Кюркброн был спроектирован с учётом предполагавшегося резкого увеличения автомобильного движения в центре города в недалёком (относительно времени строительства моста) будущем, что оказалось весьма оптимистичным прогнозом.

## История

### Причины строительства
Уже к 1930 году стало ясно, что единственный существовавший тогда мост через реку в Умео, Гамла, больше не будет в состоянии справляться с ростом автомобильного потока в город. Совет провинции в Вестерботтене поручил инженеру Гранену подготовить чертежи и проект производства работ для строительства нового моста или же реконструкции существующего. Документы, подготовленные Граненом к 16 июля 1936 года, представили целый ряд различных возможных решений. Среди других предложений было предложение разместить мост в качестве дополнения к Östra Kyrkogatan, рядом с городской церковью. Одной из проблем было то, что мост в конечном итоге будет расположен на выходе из порта, для чего он должен был бы иметь значительный вертикальный зазор или подвижные детали конструкции, чтобы корабли могли проходить под ним. Такие решения были сочтены слишком затратными. Лучшим предложением Гранена, на его взгляд, было следующее: старый мост должен быть закрыт для движения автотранспортных средств, а новый мост должен быть построен как расширение Вестра Эспланаден.
Затем муниципальная администрация Тэга попросила представить доклад о возможности строительства моста в качестве продления Östra Kyrkogatan. Правительство провинции поручило Гранену провести изыскательные работы, которые показали, что поворотный мост с поворотным пролётом был единственным реалистичным решением в этой ситуации, но и что дополнительные расходы при таком подходе тоже будут слишком высоки. Это привело Гранена к высказыванию мнения против строительства моста на Östra Kyrkogatan. Но провинциальное правительство в 1939 году постановило, что поворотный мост должен быть построен. Дело было рассмотрено королём-в-совете (Konungen i Statsrådet), который послал дело обратно в провинциальное правительство на новое рассмотрение. Это привело к изменению его мнения, и в итоге было решено, что мост должен быть построен как расширение Вестра Эспланаден. Этот мост, Тегсброн, был открыт в 1949 году.

### Изыскательские работы, планы и решения

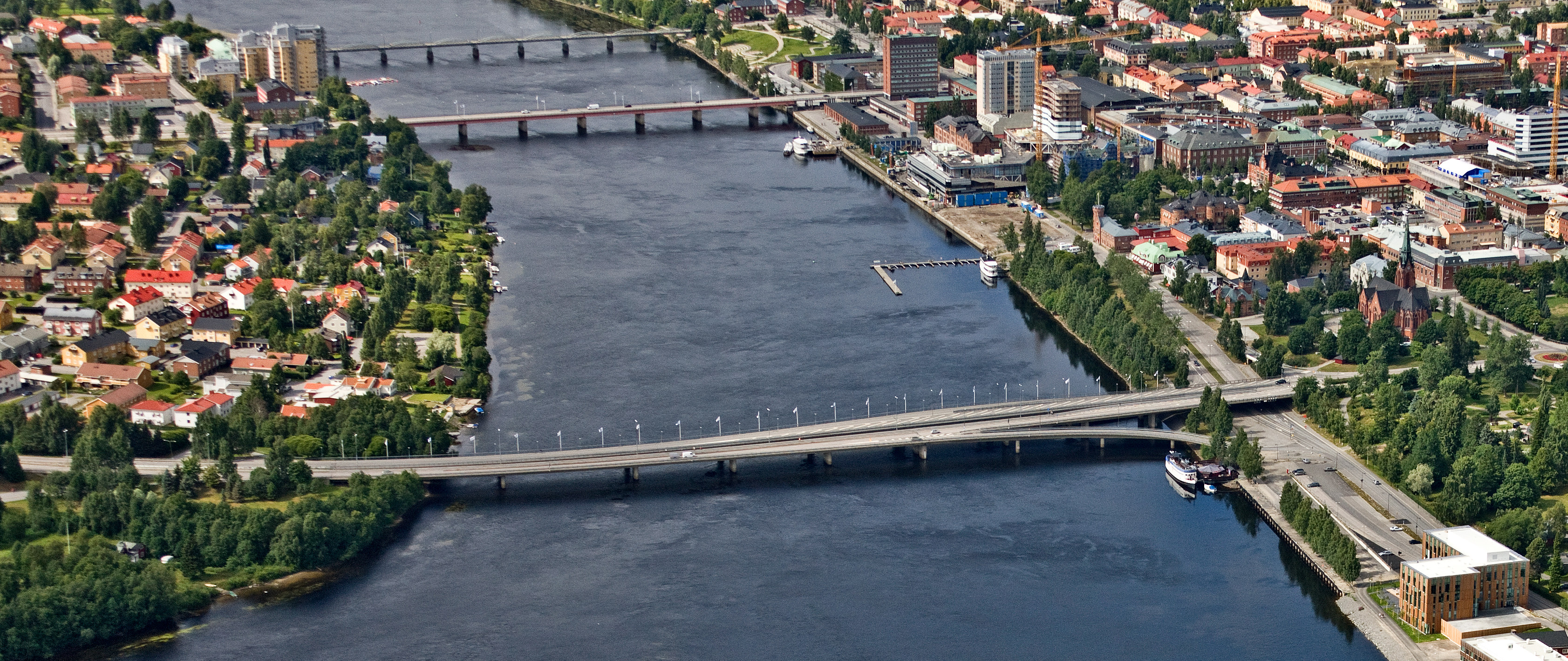
Вид на реку Умеэльвен с высоты птичьего полёта (2013). Кюркброн — ближайший мост на этом снимке.

Муниципальное общество Тег в 1960 году объединилось с коммуной Умео, вследствие чего возникла необходимость создания плана градостроительного зонирования для центрального Тега. Через несколько лет, в 1965 году, когда коммуна слилась с городом Умео, появилась необходимость в создании плана землеустройства для всей городской территории. В плане землеустройства область для строительства моста была выделена на участке дороги от церкви и Тегсброна через центральный Тег. Влиятельное меньшинство в городском совете выступало против строительства Кюркброна, так как хотело сохранить район Тег единым целым.
План землеустройства с мостом, расположенным рядом с церковью, был подготовлен Västerbottenskommunernas Arkitekt- och Byggnadskontor (VAB) во главе с Эйком Лундбергом в качестве главного архитектора. Этот план был разослан для получения его оценок в различные инстанции, в том числе в церковный совет городского прихода Умео, который одобрил строительство моста рядом с церковью.
В 1963 году была нанята инжиниринговая компания Orrje & Co, задачей которой являлось разработать план маршрута движения транспорта к Умео. Департамент общественных работ муниципалитета также провёл изыскательские работы относительно лучшего места строительства моста.
В октябре 1964 года Orrje & Co представила план маршрута движения, который учитывал пропускную способность автомобильного потока, которую мост должен был бы иметь в 1980 году: более 40000 автомобилей в сутки. План также предусматривал, что мост должен быть построен у церкви и являться расширением Östra Kyrkogatan.
В феврале 1965 года городской совет принял предложение Orrje & Co по плану маршрута движения. В том же году приходской совет назначил проведение новой экспертизы относительно расположения моста, указывая на то, что церковные службы будут пострадать от шума уличного движения и тихая окружающая среда вокруг церкви будет уничтожена, если мост будет построен там, где планируется. Возражения приходского совета были рассмотрены в городском совете. Городской совет поручил Orrje & Co провести дополнительные изыскания относительно возможности размещения моста в другом месте.

Карта 2013 года, показывающая проект строительства моста по плану «восточная альтернатива» 1965 года.

В ноябре 1965 года Orrje & Co представила два предложения: первое — мост у церкви, второе — мост, расположенный значительно восточнее первоначального места. Расположение рядом с церковью считалось наиболее оптимальным. Тем не менее Оке Лундберг, который стал архитектором муниципалитета в 1964 году, предположил, что проект «восточной альтернативы» от Orrje & Co должен быть принят во внимание, поскольку, как он утверждал, технические и экономические преимущества расположения рядом с церковью не перевешивают те же у альтернативного проекта, а он сам при этом «разрушает эстетические и исторические ценности».
В апреле и мае 1966 года результаты изыскательских работ были опубликованы компанией Orrje & Co в печатном виде в виде двух изданий: «Ny bro över Ume älv: två principförslag»" и работа архитектора Эрика Телауса «Bro över Umeälven. Synpunkter på miljöfrågor m m».
Фирма Klemming och Thelaus заключила контракт с правительством города Умео для изучения экологических последствий строительства моста, находящегося рядом с церковью, и предложила вариант конструкции моста и его опор. Результаты разработок сопровождались в том числе моделью в масштабе 1:400 с поэтапным планом и меморандумом. В меморандуме подчёркивалось, что мост должен быть построен параллельно Тегсброну, чтобы вписаться в ортогональные и регулярные структуры землеустройства в городе. Был также сделан вывод, что для функционирования моста будет необходимо устроить его визуальную связь или сообщение с Тегсброном. Поэтому фирма предложила возвести мост с прямыми прямоугольными прогонами и прямыми вертикальными опорами.
В июне 1966 года состоялось новое рассмотрение и обсуждение расположения моста. Drätselkammare, орган, ответственный за экономику города, согласился с мнением Департамента общественных работ и утвердил, что строительство моста рядом с церковью взяло верх над другими вариантами. Городской совет одобрил предложение Drätselkammaren без голосования.
В августе 1966 года был выпущен отчёт Orrje & Co под названием «Förslag till ny bro över Ume älv i sträckning Idrottsvägen-Östra Kyrkogatan» («Предложение по новому мосту через реку Умеэльвен»), в котором описывались инженерные принципы обеспечения движения по мосту, которые должны были лечь в основу проекта Кюркброна. Он должен был служить в качестве основы для планов землеустройства для районов города. План землеустройства был пересмотрен в соответствии с отчётом Orrje & Co, и проект моста в итоге был подготовлен в сотрудничестве с дорожным управлением Швеции. К обсуждению были приглашены различные заинтересованные стороны, в том числе Ассоциация плотогона, чьи взгляды на дизайн пролётов моста считались важными; в итоге плотогон в районе моста не был предусмотрен. После соответствующего предложения от отдела дорожных работ в проекте между полосами моста была предусмотрена велосипедная дорожка.
Новый план города был принят городским советом в 1968 году. Совет провинции выступил против городского плана землеустройства в 1969 году и планировал инициировать проведение изыскательских работ для строительства моста восточнее. В качестве причины этого было указано, что расширение университета Умео и университетской больницы Норланд изменили прежние условия, так как оба здания расположены к востоку от города Умео. Также Шведский национальный совет по наследию подал обращение по поводу «нарушения неотъемлемых ценностей».
Король-в-совете (Konungen i Statsrådet) передал этот вопрос на рассмотрение в Национальный департамент планирования, который, в свою очередь, запросил мнение дорожного управления Швеции, которое в итоге одобрило план. Обоснованием являлось то, что целью нового моста будет уменьшение автомобильного потока на Тегсброне; таким образом, новый мост не может располагаться слишком далеко от Тегсброна. План землеустройства был окончательно утверждён в сентябре 1969 года. Через два месяца Кюркброн был добавлен в бюджет дорожного управления Швеции на 1970—1974 годы. Строительство началось в 1972 году.
Было подсчитано, что Кюркброн примет на себя 54,5 % автомобильного потока Тегсброна. В то время по Тегсброну проезжало в среднем около 25000 автомобилей в день, и это была максимальная пропускная способность для моста. Прогноз на 1990 год говорил о 60000 транспортных средств, которые, как считалось, будут проезжать по мосту в день.
В обращении горсовета относительно годового бюджета от 28 октября 1971 года муниципальные власти посчитали, что план «bro över Ume älv» («Мост через реку Умеэльвен») должен быть принят. Вслед за этим последовали жаркие споры, которые длились шесть часов, пока городской совет всё же не принял решение о выделении средств для моста. Количество голосов было 25 против и 26 за, при этом председатель имел решающий голос. Таким образом, вопрос о строительстве моста возле церкви был решён. Решение о строительстве моста привело к тому, что провинциальное правительство получило 43 жалобы по поводу этого решения. В мае 1972 года было подписано соглашение между муниципалитетом Умео и дорожным управлением Швеции, согласно которому шведская дорожная администрация начнёт строить мост с 16 июня 1972 года. Стоимость строительства моста должна была составить 18600000 крон, при этом фирма также брала на себя и различные вспомогательные работы, связанные с процессом строительства.

### Аргументы против строительства моста

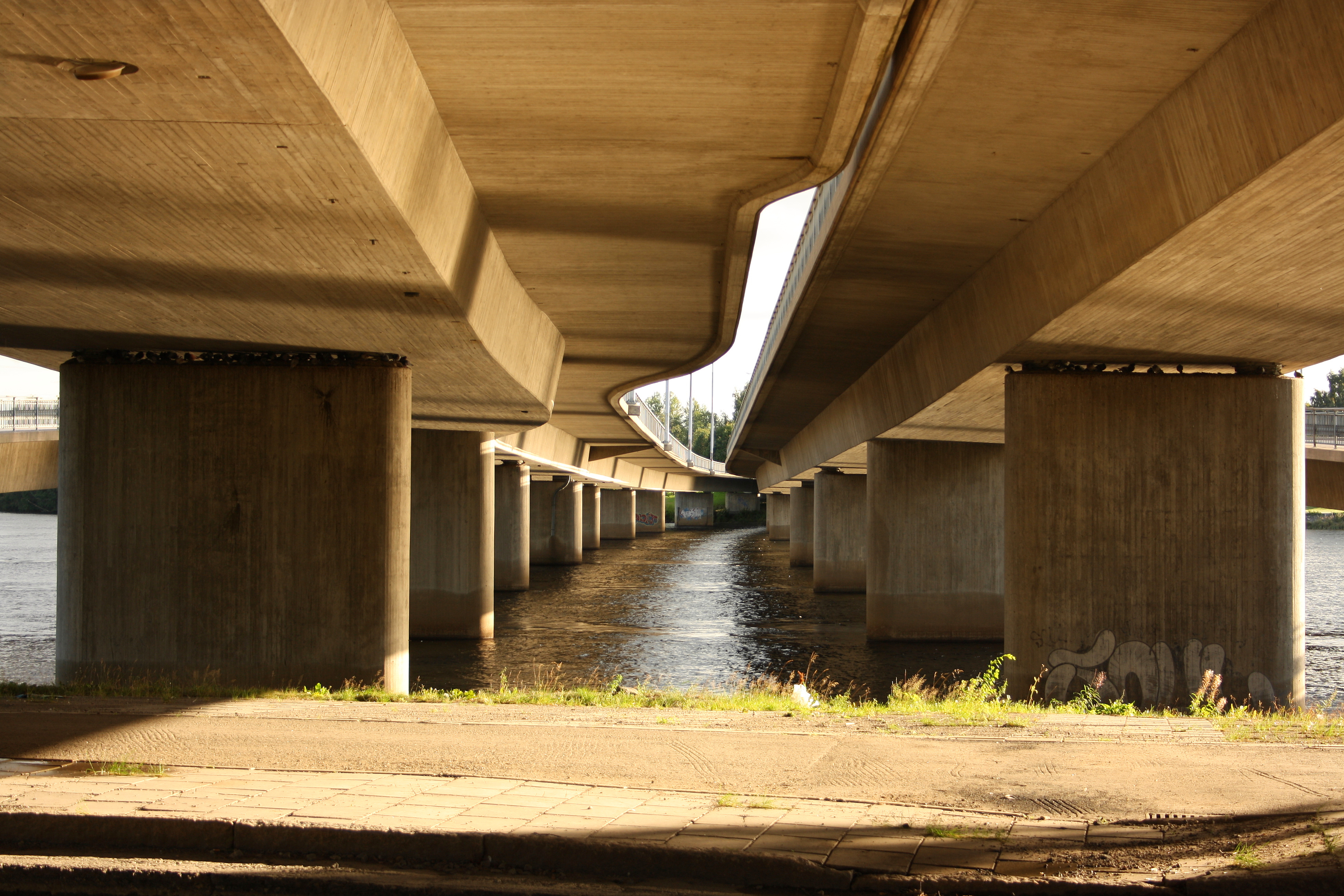
Вид на Кюркброн снизу. Слева расположена западная полоса движения, справа — восточная.

Дебаты по поводу строительства моста начались в 1965 году, когда приходской совет направил письмо в городской совет о том, что при движении транспортных средств по мосту церковные службы будут сорваны. В июне 1971 года архитектор провинции Оке Лундберг вновь высказался против строительства моста во время информационной сессии по муниципальным вопросам в Хольсунде.
Обсуждение этого вопроса было продолжено в местных СМИ, и различные эксперты на национальном уровне прокомментировали строительство моста. 2 октября 1971 года стало пиком сопротивления — в Умео состоялась демонстрация против строительства моста. Демонстрация была инициирована с помощью опроса читателей в газете Västerbottens-Kuriren днём ранее, который показал, что 84 % были против строительства Кюркброна. Кроме того, вновь назначенный губернатор Карл Георг Самуэльссон стал участвовать в противодействии строительству Кюркброна.
Несколько членов Центристской партии пытались остановить строительство в 1973 году на том основании, что стоимость проекта возросла до 45 миллионов крон. Предложение было отклонено на том основании, что изменение плана землеустройства городских территорий и отмена существующего контракта стали бы для муниципалитета более затратными, нежели продолжение строительства. Кроме того, снижение занятости в муниципалитете, если бы строительство не состоялось, как планировалось, тоже имело бы свои негативные последствия. С этого времени противодействие строительству Кюркброна стало сходить на нет.

### Обнаружение неизвестного захоронения и пушечных ядер
Летом 1972 года, когда рабочие проводили земляные работы для строительства моста рядом с церковью, было обнаружено неизвестное кладбище. Старые границы кладбища были неизвестны, никакой карты расположения могил не существовало. Открытие, сделанное хранителем древностей Суне Захриссоном и Шведским национальным советом по наследию, приостановило строительство моста для завершения проведения начавшихся археологических раскопок. В период с 1 июля по 17 августа было выкопано 22 вала.
В результате раскопок были обнаружены сорок могил и около шестидесяти скелетов, а также остатки гробов, ручек от гробов, арматура, гвозди, украшения, тяжёлые пластины и так далее. При раскопках были также обнаружены семнадцать пушечных ядер. Пушечные ядра, вероятно, остались здесь со времён Русско-шведской войны 1808—1809 годов. Пушечные ядра могли оказаться там либо тогда, когда генерал-лейтенант Йохан Адам Кронштедт руководил обороной Умео в марте 1809 года, либо когда русский генерал Николай Каменский летом 1809 года защищал мост, построенный русскими на реке Умеэльвен. В последней могиле, большой гробнице размерами 3,3 на 3,8 м, расположенной к юго-юго-востоку от церкви, были обнаружены разборчивые надписи, доказывающие, что это был склеп семьи губернатора Пера Адама Стромберга. Но никакого надгробия найдено не было — оно было, вероятно, уничтожено, когда церковь сгорела в 1887 году вместе со всеми архивными материалами о могилах.

### Строительство моста и открытие
При строительстве моста было использовано несколько технических новинок — например, настольный компьютер для проведения межевания и измерения расстояния с помощью лазера. Кюркброн был открыт 26 сентября 1975 года шведским министром путей сообщения Бенгтом Норлингом. В связи со строительством моста состоялось существенное перенаправление автомобильного потока в центре Умео. Тег стал первым районом в Умео, в котором появились пешеходные и велосипедные дорожки на всём пути к центру города.

### После строительства моста
Когда в 1998 году началось строительство Колбексброна, по Кюркброну проезжало в среднем примерно 16600, а по Тегсброну — около 21600 автомобилей в день. В 2010 году по Кюркброну в среднем проезжало около 15100, по Тегсброну около 27300 и по Колбексброну — около 12000 автомобилей в день.
Из-за Колбексброна, который уменьшил количество автомобильного потока в центре, и превращения Странгатана из транзитного маршрута в одну из городских улиц важность Кюркброна уменьшилась, поэтому мост в настоящее время не очень сильно загружен. По поводу его будущего существуют различные проекты: в частности, предлагается превратить одну из его полос в парковку на 150—200 мест.